# Bien de interés patrimonial (Comunidad de Madrid)

Escudo de la Comunidad de Madrid.

Bien de interés patrimonial (también conocida por sus siglas BIP) es una figura jurídica de reconocimiento y protección del patrimonio cultural de la Comunidad de Madrid, tanto mueble e inmueble como inmaterial.
Se trata del segundo nivel autonómico de protección del patrimonio cultural, después de los bienes de interés cultural (BIC).

Los bienes del patrimonio cultural de la Comunidad de Madrid que no tengan un valor más relevante para ser declarados Bien de Interés Cultural, pero que posean una especial significación histórica o artística, serán declarados Bien de Interés Patrimonial.